# Mathias Edwin Höschel
Mathias Edwin Höschel (* 29. März 1967 in Meerbusch) ist ein deutscher Kieferorthopäde und Politiker (CDU). Er war 2017 für knapp ein Jahr Mitglied des Deutschen Bundestages.

## Leben und Beruf
Mathias Edwin Höschel ist in Meerbusch geboren und aufgewachsen. Nach dem Abitur absolvierte er ein Studium der Zahnmedizin in Aachen, welches er 1991 mit dem Staatsexamen abschloss. 1999 legte er die Fachzahnarztprüfung für Kieferorthopädie am Universitätsklinikum Frankfurt erfolgreich ab.
Zusätzlich zu seiner fachärztlichen Ausbildung hat Mathias Höschel in den Jahren 2009 bis 2011 ein Studium in Betriebswirtschaftslehre am IWW Institut der Fernuniversität Hagen absolviert.
Zusammen mit seiner Frau betreibt er eine kieferorthopädische Praxis mit Standorten in Düsseldorf, Meerbusch und Mönchengladbach.
Zudem ist er Vorstandssprecher der Kieferorthopädischen Interessengemeinschaft (KFO-IG) und Vorstand und Vorsitzender des Aufsichtsrates der PVS.

## Politik
Mit 15 Jahren trat er in die Schüler-Union ein, 1986 wechselte er dann in die Junge Union. Nach dem Parteieintritt im Jahr 2000 wurde er Mitglied der Mittelstands- und Wirtschaftsvereinigung der CDU/CSU (MIT) in Düsseldorf.
Analog zu seinem beruflichen Hintergrund setzte Dr. Höschel seinen Schwerpunkt auf die Gesundheitspolitik. 2004 war er Mitbegründer des Gesundheitspolitischen Arbeitskreises der NRW-CDU, dessen Vorstandsvorsitzender er ist. Aufgrund dieser Position ist er Gast im NRW-Landesvorstand der CDU. Des Weiteren ist Mathias Höschel seit 2008 Mitglied im Bundesfachausschuss Gesundheit und Pflege der CDU.
Am 7. Dezember 2016 wurde Höschel als Nachfolger für den verstorbenen Peter Hintze (CDU) Abgeordneter im 18. Deutschen Bundestag. Er war ordentliches Mitglied im Ausschuss für Verteidigung und im Ausschuss für Tourismus. Zur Bundestagswahl 2017 trat Höschel ohne Wahlkreis auf Platz 56 der Landesliste der CDU Nordrhein-Westfalen an, was nicht zum erneuten Einzug in den Bundestag reichte. Zur Bundestagswahl 2025 bewarb er sich parteiintern für den Bundestagswahlkreis Düsseldorf I, verlor jedoch bei der Aufstellungsversammlung im Juni 2024 mit 38 Prozent gegen den amtierenden Wahlkreisabgeordneten Thomas Jarzombek.